# Chongqing (perro)

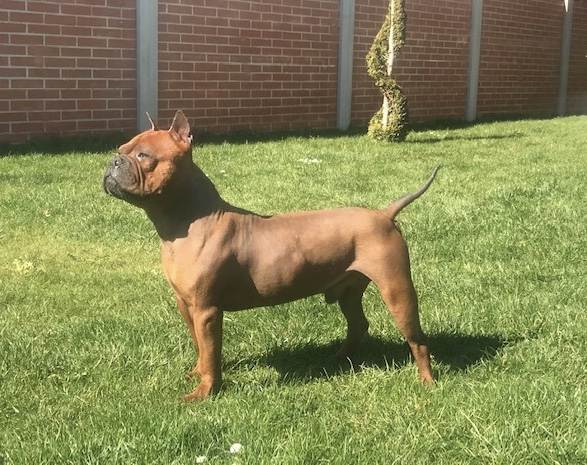

Chongqing es el nombre de una raza canina poco frecuente de origen en la región homónima en China.
De tipo moloso, se asemeja a una mezcla entre bulldog y ridgeback tailandés, aunque no desciende de ninguno de ellos, pero con tres características distintivas como son el rabo, el color y el manto.
En un principio servía en la caza de osos y conejos, pero en la actualidad se utiliza para la protección familiar. Es una raza antigua y natural, cuyo origen parece ser de hace unos 2000 años, concretamente en el período de la dinastía Han en la Antigua China. Tras el establecimiento de la República Popular China en 1949, el número de perros de esta raza se redujo enormemente, quedando ejemplares solo en el medio rural. La raza es aún hoy poco frecuente incluso en China.